# Koroit
Koroit – miasto w Australii, w stanie Wiktoria.